# Desiderius von Cahors
Desiderius von Cahors (* um 590 in Obrege; † 15. November 655 in Wistrilingo bei Albi) war Bischof von Cahors. Er wird von der katholischen Kirche als Heiliger verehrt (Festtag  15. November).
Desiderius wurde in Obrege im südlichen Teil Aquitaniens geboren. Er stammte aus einer wohlhabenden Familie. Sein Vater Salvius kam aus Albi (der von 574 bis 584 bezeugte Bischof Salvius von Albi dürfte ein Großvater von Desiderius sein). Mit seinen Brüdern Rusticus (später Bischof von Cahors) und Syagrius (später Graf von Albi) wurde er am Hofe des fränkischen Königs Chlothar II. erzogen. Er bekleidete das Amt des Schatzmeisters (Thesaurarius), das er auch unter König Dagobert I. behielt. Nachdem 630 die Einwohner von Cahors seinen Bruder Rusticus erschlugen, wurde er zum Bischof von Cahors geweiht. Er gründete in der Nähe von Cahors das Kloster St. Amant, das später nach seinem Gründer St-Géry genannt wurde. Nach seinem Tod wurde er in dem von ihm gegründeten Kloster beigesetzt, seine Gebeine wurden später in die Kathedrale von Cahors überführt.